# Sâncel (okręg Harghita)
Sâncel (węg. Szencsed) – wieś w Rumunii, w okręgu Harghita, w gminie Lupeni. W 2011 roku liczyła 8 mieszkańców.